# Sean Maguire (calciatore)
Sean Maguire (Luton, 1º maggio 1994) è un calciatore inglese naturalizzato irlandese, attaccante del Cork City.

## Carriera

### Club
Il 24 luglio 2017 viene ufficializzato il suo trasferimento al Preston North End, club militante in Football League Championship.

### Nazionale
Ha giocato nelle nazionali giovanili irlandesi Under-17 ed Under-21.
Tra il 2017 ed il 2020 ha segnato un gol in 11 presenze con la nazionale maggiore irlandese.

## Statistiche

### Presenze e reti nei club
Statistiche aggiornate al 26 gennaio 2023.
| Stagione                 | Squadra                  | Campionato               | Campionato | Campionato | Coppe nazionali | Coppe nazionali | Coppe nazionali | Coppe continentali | Coppe continentali | Coppe continentali | Altre coppe | Altre coppe | Altre coppe | Totale | Totale |
| Stagione                 | Squadra                  | Comp                     | Pres       | Reti       | Comp            | Pres            | Reti            | Comp               | Pres               | Reti               | Comp        | Pres        | Reti        | Pres   | Reti   |
| ------------------------ | ------------------------ | ------------------------ | ---------- | ---------- | --------------- | --------------- | --------------- | ------------------ | ------------------ | ------------------ | ----------- | ----------- | ----------- | ------ | ------ |
| 2011                     | Waterford                | 1D                       | 8          | 1          | CI+CdL          | 1+0             | 0+0             | -                  | -                  | -                  | -           | -           | -           | 9      | 1      |
| 2012                     | Waterford                | 1D                       | 26         | 13         | CI+CdL          | 0+1             | 0+1             | -                  | -                  | -                  | -           | -           | -           | 27     | 14     |
| Totale Waterford         | Totale Waterford         | Totale Waterford         | 34         | 14         |                 | 2               | 1               |                    | -                  | -                  |             | -           | -           | 36     | 15     |
| 2012-2013                | West Ham Utd             | PL                       | -          | -          | -               | -               | -               | -                  | -                  | -                  | -           | -           | -           | 0      | 0      |
| 2013-2014                | West Ham Utd             | PL                       | -          | -          | -               | -               | -               | -                  | -                  | -                  | -           | -           | -           | 0      | 0      |
| 2014                     | Sligo Rovers             | PD                       | 18         | 1          | CI+CdL          | 1+0             | 0+0             | UEL                | 2                  | 0                  | -           | -           | -           | 21     | 1      |
| 2014-2015                | Accrington Stanley       | FL2                      | 33         | 7          | FACup+CdL       | -               | -               | -                  | -                  | -                  | -           | -           | -           | 33     | 7      |
| 2015                     | Dundalk                  | PD                       | 6          | 0          | CI+CdL          | 4+0             | 1+0             | -                  | -                  | -                  | -           | -           | -           | 10     | 1      |
| 2016                     | Cork City                | PD                       | 30         | 18         | CI+CdL          | 3+2             | 6+0             | UEL                | 6                  | 3                  | SI          | 1           | 1           | 42     | 28     |
| 2017                     | Cork City                | PD                       | 21         | 20         | CI+CdL          | 0+1             | 0               | UEL                | 4                  | 3                  | SI          | 1           | 1           | 27     | 24     |
| 2017-2018                | Preston N.E.             | FLC                      | 24         | 10         | FACup+CdL       | 0+1             | 0               | -                  | -                  | -                  | -           | -           | -           | 25     | 10     |
| 2018-2019                | Preston N.E.             | FLC                      | 26         | 3          | FACup+CdL       | 1+0             | 0               | -                  | -                  | -                  | -           | -           | -           | 27     | 3      |
| 2019-2020                | Preston N.E.             | FLC                      | 44         | 5          | FACup+CdL       | 0               | 0               | -                  | -                  | -                  | -           | -           | -           | 44     | 5      |
| 2020-2021                | Preston N.E.             | FLC                      | 29         | 3          | FACup+CdL       | 1+3             | 0+1             | -                  | -                  | -                  | -           | -           | -           | 33     | 4      |
| 2021-2022                | Preston N.E.             | FLC                      | 26         | 1          | FACup+CdL       | 1+4             | 0+1             | -                  | -                  | -                  | -           | -           | -           | 31     | 2      |
| 2022-gen. 2023           | Preston N.E.             | FLC                      | 10         | 0          | FACup+CdL       | 0               | 0               | -                  | -                  | -                  | -           | -           | -           | 10     | 0      |
| Totale Preston North End | Totale Preston North End | Totale Preston North End | 159        | 22         |                 | 11              | 2               |                    | -                  | -                  |             | -           | -           | 170    | 24     |
| gen.-giu. 2023           | Coventry City            | FLC                      | 7          | 0          | FACup+CdL       | 0               | 0               | -                  | -                  | -                  | -           | -           | -           | 7      | 0      |
| 2023-2024                | Carlisle Utd             | FL1                      | 32         | 3          | FACup+CdL       | 1+1             | 0               | -                  | -                  | -                  | FLT         | 1           | 0           | 35     | 2      |
| ago.-dic. 2024           | Cork City                | FD                       | 8          | 7          | CI              | 1               | 0               | -                  | -                  | -                  | -           | -           | -           | 9      | 7      |
| 2025                     | Cork City                | PD                       | 3          | 1          | CI              | -               | -               | -                  | -                  | -                  | -           | -           | -           | 3      | 1      |
| Totale Cork City         | Totale Cork City         | Totale Cork City         | 62         | 46         |                 | 7               | 6               |                    | 10                 | 6                  |             | 2           | 2           | 81     | 60     |
| Totale carriera          | Totale carriera          | Totale carriera          | 351        | 93         |                 | 27              | 10              |                    | 10                 | 6                  |             | 2           | 2           | 390    | 111    |

### Cronologia presenze e reti in nazionale
| Cronologia completa delle presenze e delle reti in nazionale ― Irlanda | Cronologia completa delle presenze e delle reti in nazionale ― Irlanda | Cronologia completa delle presenze e delle reti in nazionale ― Irlanda | Cronologia completa delle presenze e delle reti in nazionale ― Irlanda | Cronologia completa delle presenze e delle reti in nazionale ― Irlanda | Cronologia completa delle presenze e delle reti in nazionale ― Irlanda | Cronologia completa delle presenze e delle reti in nazionale ― Irlanda | Cronologia completa delle presenze e delle reti in nazionale ― Irlanda |
| Data                                                                   | Città                                                                  | In casa                                                                | Risultato                                                              | Ospiti                                                                 | Competizione                                                           | Reti                                                                   | Note                                                                   |
| ---------------------------------------------------------------------- | ---------------------------------------------------------------------- | ---------------------------------------------------------------------- | ---------------------------------------------------------------------- | ---------------------------------------------------------------------- | ---------------------------------------------------------------------- | ---------------------------------------------------------------------- | ---------------------------------------------------------------------- |
| 6-10-2017                                                              | Dublino                                                                | Irlanda                                                                | 2 – 0                                                                  | Moldavia                                                               | Qual. Mondiali 2018                                                    | -                                                                      | 83’                                                                    |
| 23-3-2018                                                              | Adalia                                                                 | Turchia                                                                | 1 – 0                                                                  | Irlanda                                                                | Amichevole                                                             | -                                                                      | 62’                                                                    |
| 16-10-2018                                                             | Dublino                                                                | Irlanda                                                                | 0 – 1                                                                  | Galles                                                                 | UEFA Nations League 2018-2019 - 1º turno                               | -                                                                      | 60’                                                                    |
| 15-11-2018                                                             | Dublino                                                                | Irlanda                                                                | 0 – 0                                                                  | Irlanda del Nord                                                       | Amichevole                                                             | -                                                                      | 66’ 80’                                                                |
| 23-3-2019                                                              | Gibilterra                                                             | Gibilterra                                                             | 0 – 1                                                                  | Irlanda                                                                | Qual. Euro 2020                                                        | -                                                                      | 73’                                                                    |
| 10-6-2019                                                              | Dublino                                                                | Irlanda                                                                | 2 – 0                                                                  | Gibilterra                                                             | Qual. Euro 2020                                                        | -                                                                      | 66’                                                                    |
| 14-11-2019                                                             | Dublino                                                                | Irlanda                                                                | 3 – 1                                                                  | Nuova Zelanda                                                          | Amichevole                                                             | 1                                                                      | 73’                                                                    |
| 18-11-2019                                                             | Dublino                                                                | Irlanda                                                                | 1 – 1                                                                  | Danimarca                                                              | Qual. Euro 2020                                                        | -                                                                      | 82’                                                                    |
| 11-10-2020                                                             | Dublino                                                                | Irlanda                                                                | 0 – 0                                                                  | Galles                                                                 | UEFA Nations League 2020-2021 - 1º turno                               | -                                                                      | 74’                                                                    |
| 14-10-2020                                                             | Helsinki                                                               | Finlandia                                                              | 1 – 0                                                                  | Irlanda                                                                | UEFA Nations League 2020-2021 - 1º turno                               | -                                                                      | 53’                                                                    |
| 18-11-2020                                                             | Dublino                                                                | Irlanda                                                                | 0 – 0                                                                  | Bulgaria                                                               | UEFA Nations League 2020-2021 - 1º turno                               | -                                                                      | 87’                                                                    |
| Totale                                                                 |                                                                        | Presenze                                                               | 11                                                                     |                                                                        | Reti                                                                   | 1                                                                      |                                                                        |

## Palmarès

### Club

#### Competizioni nazionali
- Campionato irlandese: 2

Dundalk: 2015
Cork City: 2017
- Coppa d'Irlanda: 2

Dundalk: 2015
Cork City: 2016
- Supercoppa d'Irlanda: 2

Cork City: 2016, 2017
- First Division: 1

Cork City: 2024

#### Competizioni internazionali
- Setanta Sports Cup: 1

Sligo Rovers: 2014

### Individuale
- Capocannoniere della First League: 1

2012 (13 gol)
- Capocannoniere del campionato irlandese: 2

2016 (18 gol), 2017 (20 gol)
- Calciatore dell'anno (PFAI): 1

2017